# Гильмутдинова, Лира Талгатовна
Лира Талгатовна Гильмутдинова (род. 23 апреля 1953 г., д. Новокабаново, Краснокамский район, Башкирская АССР) — российский учёный в области восстановительной медицины, курортологии, внутренних болезней и кардиологии; терапевт.
Доктор медицинских наук (1998), профессор (1999), директор Научно-исследовательского института восстановительной медицины и курортологии (НИИ ВМиК) БГМУ (с 2001), его основатель и бессменный руководитель, одновременно заведующая кафедрой восстановительной медицины и курортологии ИДПО БГМУ с её основания в 2000 году.
Заслуженный врач Российской Федерации (2007). Заслуженный врач Республики Башкортостан (2000).

## Биография
Родилась в д. Новокабаново Краснокамского р-на Башкирской АССР.
Окончила лечебный факультет Башкирского государственного медицинского института (1977) по специальности «Лечебное дело». Затем работала в горбольнице № 1 Уфы. С 1981 года — в БМГУ.
Является руководителем научной секции «Оздоровительные и реабилитационные технологии» АН РБ, главным внештатным специалистом-экспертом по санаторно-курортному лечению Минздрава РФ по Приволжскому ФО, Минздрава РБ, президентом (с 2002) РОО «Ассоциация врачей физиотерапевтов и курортологов, врачей по лечебной физкультуре и спортивной медицине, реабилитологов РБ», членом экспертной комиссии Минздрава РФ по санаторно-курортному лечению.
Является членом редакционных советов 6 медицинских журналов, среди которых «Курортные ведомости», «Курортное дело», «Вопросы курортологии, физиотерапии и лечебной физической культуры», «Медицинский вестник Башкортостана».
Врач высшей категории.
Под её руководством подготовлено 42 кандидатов и докторов наук.
В 1989 году защитила кандидатскую диссертацию «Состояние калликреин-кининовой системы и простагландинов крови у больных стабильной стенокардией», докторская диссертация — «Изменения в системе гемостаза, гуморальной регуляции у больных ишемической болезнью сердца и способы их коррекции» (Москва, 1998). Занимается разработкой методов апитерапии.
Автор более 1300 научных трудов, 37 монографий и справочников.

## Награды
Награждена орденом «За заслуги перед Республикой Башкортостан» (2013), почетными грамотами Республики Башкортостан, Министерства здравоохранения Российской Федерации, Министерства здравоохранения РБ, Федерации космонавтики России, г. Уфы.